# 1975 en informatique
1974 en informatique - 1975 - 1976 en informatique
Cet article présente les principaux évènements de 1975 dans le domaine informatique

## Événements
- Mise sur le marché du microprocesseur MOS Technology 6502
- Commercialisation d'une calculatrice à notation polonaise inverse, la HP-25 de Hewlett-Packard
- Création de Microsoft par Bill Gates et Paul Allen.

## Prix
- Allen Newell et Herbert A. Simon reçoivent le prix Turing pour leurs travaux en intelligence artificielle.